# Pilosella euchaetia
Pilosella euchaetia — вид рослин із родини айстрових (Asteraceae).

## Середовище проживання
Зростає у Європі — Німеччина, Швейцарія, Австрія, Польща, Чехія, Угорщина, Румунія, Болгарія, Україна, Північний Кавказ, Грузія, Азербайджан.